# Angela Belcher
Angela M. Belcher (* 1968 in San Antonio, Texas) ist eine US-amerikanische Materialwissenschaftlerin, Bioingenieurin und Professorin am Massachusetts Institute of Technology (MIT) in Cambridge, Massachusetts, USA.
Sie ist Direktorin der Biomolecular Materials Group am MIT und ein Mitglied des Koch-Institutes für integrative Krebsforschung. Seit 2004 ist sie MacArthur Fellow. 2019 wurde sie zum Leiter des Departments für Biological Engineering am MIT.

## Werdegang
Belcher wuchs in San Antonio auf. 1991 erhielt sie ihren Bachelor vom College of Creative Studies und 1997 ihren Doktortitel in Chemie an der Universität von Californien, Santa Barbara.
Nach ihrer Forschung an den Schalen der Abalone-Muschel arbeitete sie zusammen mit anderen Kollegen vom MIT an der Bakteriophage M13. Sie modifizierten dieses Virus, das normalerweise E. coli befällt. Dies ermöglichte eine Bindung an anorganische Materialien wie z. B. Gold oder Cobalt(II,III)-oxid. Die mit Cobaltoxid überzogenen Viren konnten so als winzige Drähte (nanowires) genutzt werden. Belchers Forschungsgruppe vernetzte viele dieser Drähte und wollte sie auf diese Weise wie eine sehr einfache aber kompakte Batterie nutzen.
2002 gründeten Belcher und Evelyn L. Hu das Unternehmen Cambrios mit dem Ziel, neuartige Nanostrukturen aus anorganischen Materialien zu erzeugen, um neue Materialien und Strukturen für einen industriellen Nutzen aufzubauen. Belcher gründete ebenfalls das Advisory Committee of Siluria Technologies, das sich mit der Entwicklung neuer Katalysatoren für die Umwandlung von natürlichem Gas (z. B. Erdgas) in nutzbare Produkte wie Ethylen, Benzin und Dieseltreibstoffen beschäftigt.
2009 konnte sie mit ihrem Team die Nutzbarkeit von genetisch modifizierten Viren zur Erzeugung von Anoden und Kathoden für Lithium-Ionen-Batterien aufzeigen. Diese neuartigen Batterien können für Autos mit Hybridantrieb, wie auch viele weitere Anwendungen genutzt werden und haben dabei dieselbe Kapazität und Energie wie moderne Batterien. Jedoch können sie bei nahezu Raumtemperatur und ohne die Nutzung von toxischen Materialien hergestellt werden, was sie nicht nur kostengünstiger, sondern auch umweltfreundlicher als normale Batterien macht.
Belcher wurde 2002  von der MIT Technology Review  als eine der 100 weltweit führenden Innovatoren im Alter von unter 35 Jahren gekürt. Die US-amerikanische Zeitschrift Scientific American wählte sie zum führenden Forscher des Jahres 2006.
Belcher ist außerdem Mitglied der American Academy of Arts and Sciences, der National Academy of Inventors, der National Academy of Engineering und der National Academy of Sciences.

## Auszeichnungen
- 2004 MacArthur Fellowship
- 2013 Lemelson-MIT-Preis.[15]
- 2025 National Medal of Science[16]